# Kućari
Kućari (Lovrečki) su selo sjeveroistočno od Vrbovca.

## Povijest
Spominju se 1788. godine, potom 1802. godine kao poseban vlastelinski posjed dviju obitelji: Patačić i Galjuf. Tu je uključen i plemićki dvorac Lovrečina Grad. Ime Kućari dolazi od toga što su ovdašnji kmetovi stanovali blizu dvorca, uvijek spremni vlastelinu na uslugu, pa su zato bili posebno povlašteni. 
1857. godine tu su 4 kuće i 25 stanovnika, a 1880. Kućari imaju samo 1 kuću i 12 stanovnika, jer je vlastelinski dvor priključen Imrbiovcu, odnosno Maloj Lovrečini. 1931. taj je dvor pridružen Kućarima koji imaju 33 stanovnika i smatraju se zaselkom. 

## Stanovništvo
| broj stanovnika | 25    | 9     | 12    | 13    | 20    | 14    | 46    | 32    | 46    | 115   | 83    | 76    | 56    | 54    | 42    | 92    | 43    |
|                 | 1857. | 1869. | 1880. | 1890. | 1900. | 1910. | 1921. | 1931. | 1948. | 1953. | 1961. | 1971. | 1981. | 1991. | 2001. | 2011. | 2021. |